# Bermius buntamurra
Bermius buntamurra är en insektsart som beskrevs av Rehn, J.A.G. 1957. Bermius buntamurra ingår i släktet Bermius och familjen gräshoppor. Inga underarter finns listade i Catalogue of Life.